# 1925 en combiné nordique
| Années du combiné nordique : 1922 - 1923 - 1924 - 1925 - 1926 - 1927 - 1928    |
| Décennies du combiné nordique : 1890 - 1900 - 1910 - 1920 - 1930 - 1940 - 1950 |

Cette page reprend les résultats de combiné nordique de l'année 1925.

## Festival de ski d'Holmenkollen
L'édition 1925 du festival de ski d'Holmenkollen fut remportée par Asbjørn Elgstøen devant le vainqueur sortant, Harald Økern, et un troisième coureur norvégien, Einar Landvik.

## Jeux du ski de Lahti
L'épreuve de combiné des Jeux du ski de Lahti 1925 fut remportée par le coureur finlandais Toivo Nykänen devant ses compatriotes Esko Järvinen et Uuno Suomalainen.

## Championnats du monde
Les championnats du monde se sont déroulés du 4 au 14 février à Janské Lázně (Johannisbad en allemand), en Tchécoslovaquie.
L'épreuve de combiné a eu lieu le 4 février 1925 ; elle était composée d'une course de 18 kilomètres suivie de deux manches de saut.
Elle fut remportée par le tchèque Otakar Německý devant son compatriote Josef Adolf suivi par le suisse Xaver Affentranger.

## Championnats nationaux

### Championnat d'Allemagne
Les résultats du championnat d'Allemagne de combiné nordique 1925 manquent.

### Championnat de Finlande
Le championnat de Finlande 1925 eut lieu durant les Jeux du ski de Lahti. Le champion 1925 fut Toivo Nykänen, devant Esko Järvinen et Uuno Suomalainen.

### Championnat de France
Le championnat de France 1925 fut organisé à Briançon-Montgenèvre.
Il fut remporté par Kléber Balmat devant les coureurs Mandrillon et Cachat.

### Championnat d'Italie
Le championnat d'Italie 1925 fut remporté, comme l'année précédente, par Luigi Faure.

### Championnat de Norvège
Le championnat de Norvège 1925 se déroula à Trondheim, sur le Gråkallbakken.
Le vainqueur fut le tenant du titre, Harald Økern, devant Per O. Nilsgård (no) et Hagbart Haakonsen.

### Championnat de Pologne
Le championnat de Pologne 1925 fut remporté, comme l'année précédente, par Henryk Mückenbrunn, du club SNPTT Zakopane.

### Championnat de Suède
Le championnat de Suède 1925 a distingué le tenant du titre, John Jonsson, du club Djurgårdens IF. Pour la première fois une compétition des clubs avait lieu. L'équipe du Djurgårdens IF permit à ce club de devenir champion.

### Championnat de Suisse
Comme en 1908 et en 1916, le championnat de Suisse de ski 1925 se déroula à Engelberg.
La compétition fut remportée par Knut Strømstad, de Gstaad. Knut Strømstad fut champion de Norvège en 1923.